# サル番長
『サル番長』（サルばんちょう）は、きうちかずひろによる日本の漫画。

## 概要
『ヤングマガジン海賊版』（講談社）にて連載された。単行本は全1巻。

## 主な登場人物
サル番長
主人公の猿。
サルコビッチ
サル番長のライバル、ゴルゴ13に酷似している。
キリン番長
サル番長のライバル、キリンのように首が長いが人間。